# Aqua Blue Sport
L'Aqua Blue Sport era una squadra maschile irlandese di ciclismo su strada, attiva nel professionismo dal 2017 al 2018 con licenza da UCI Professional Continental Team.
La squadra, associata al negozio sportivo online Aquabluesport.com, aveva sede operativa a Cork ed era diretta da Stephen Moore. Nel 2017 la squadra ottenne un successo parziale al Tour de Suisse con Lawrence Warbasse, fu inoltre invitata alla Vuelta a España cogliendo una vittoria di tappa con Stefan Denifl. Nell'agosto dell'anno seguente, a seguito del mancato invito ai grandi Giri e alle principali classiche del 2018, annunciò il ritiro dall'attività dopo sole due stagioni nel professionismo.

## Cronistoria

### Annuario
| Anno | Codice | Nome            | Cat. | Biciclette | Dirigenza                                                                           |
| ---- | ------ | --------------- | ---- | ---------- | ----------------------------------------------------------------------------------- |
| 2017 | ABS    | Aqua Blue Sport | PCT  | Ridley     | Manager: Stephen Moore Dir. sportivi: Leigh Bryan, Tim Barry, Nicki Sørensen        |
| 2018 | ABS    | Aqua Blue Sport | PCT  | 3T         | Manager: Stephen Moore Dir. sportivi: Nicki Sørensen, Bob De Cnodder, Martyn Irvine |

### Classifiche UCI
Aggiornato al 31 dicembre 2018.
| Anno | Classifica | Pos. | Migliore cl. individuale |
| ---- | ---------- | ---- | ------------------------ |
| 2017 | America T. | 27º  | Lawrence Warbasse (37º)  |
| 2017 | Asia T.    | 80º  | Daniel Pearson (356º)    |
| 2017 | Europe T.  | 22º  | Adam Blythe (93º)        |
| 2017 | Oceania T. | 14º  | Aaron Gate (32º)         |
| 2018 | America T. | 33º  | Lawrence Warbasse (188º) |
| 2018 | Asia T.    | 67º  | Daniel Pearson (268º)    |
| 2018 | Europe T.  | 20º  | Adam Blythe (83º)        |
| 2018 | Oceania T. | 8º   | Aaron Gate (43º)         |

## Palmarès
Aggiornato al 31 dicembre 2018.

### Grandi Giri
- Giro d'Italia

Partecipazioni: 0
- Tour de France

Partecipazioni: 0
- Vuelta a España

Partecipazioni: 1 (2017)
Vittorie di tappa: 1
2017: 1 (Stefan Denifl)
Vittorie finali: 0
Altre classifiche: 0

### Campionati nazionali
- Campionati irlandesi: 1

In linea: 2018 (Conor Dunne)
- Campionati statunitensi: 1

In linea: 2017 (Lawrence Warbasse)

## Organico 2018
Aggiornato al 2 settembre 2018.

### Staff tecnico
|  | Naz.                   |    | Sportivo       |  |  |  |
|  | ---------------------- | -- | -------------- |  |  |  |
|  | Regno Unito (bandiera) | GM | Stephen Moore  |  |  |  |
|  | Danimarca (bandiera)   | DS | Nicki Sørensen |  |  |  |
|  | Belgio (bandiera)      | DS | Bob De Cnodder |  |  |  |
|  | Irlanda (bandiera)     | DS | Martyn Irvine  |  |  |  |

### Rosa
|  | Naz.                     |  | Sportivo            | Anno |  |  |
|  | ------------------------ |  | ------------------- | ---- |  |  |
|  | Nuova Zelanda (bandiera) |  | Shane Archbold      | 1989 |  |  |
|  | Regno Unito (bandiera)   |  | Adam Blythe         | 1989 |  |  |
|  | Regno Unito (bandiera)   |  | Mark Christian      | 1990 |  |  |
|  | Austria (bandiera)       |  | Stefan Denifl       | 1987 |  |  |
|  | Irlanda (bandiera)       |  | Eddie Dunbar        | 1996 |  |  |
|  | Irlanda (bandiera)       |  | Conor Dunne         | 1992 |  |  |
|  | Regno Unito (bandiera)   |  | Andrew Fenn         | 1990 |  |  |
|  | Nuova Zelanda (bandiera) |  | Aaron Gate          | 1990 |  |  |
|  | Danimarca (bandiera)     |  | Lasse Norman Hansen | 1992 |  |  |
|  | Paesi Bassi (bandiera)   |  | Peter Koning        | 1990 |  |  |
|  | Paesi Bassi (bandiera)   |  | Michel Kreder       | 1987 |  |  |
|  | Regno Unito (bandiera)   |  | Daniel Pearson      | 1994 |  |  |
|  | Danimarca (bandiera)     |  | Casper Pedersen     | 1996 |  |  |
|  | Stati Uniti (bandiera)   |  | Lawrence Warbasse   | 1990 |  |  |
|  | Australia (bandiera)     |  | Calvin Watson       | 1993 |  |  |